# União de Macau-Guangdong
União de Macau-Guangdong (chinês: 澳粵同盟) é uma associação cívico-política da Região Administrativa Especial de Macau da República Popular da China, fundada em 2005. Nas eleições legislativas de 2009, o grupo conquistou 7,30% dos 10 348 votos populares (7,30% do total) e um dos doze assentos na Assembleia Legislativa de Macau a serem eleitos por sufrágio directo, a ser ocupado por Mak Soi Kun. Nas eleições legislativas de 2013, obteve 16 251 votos (11,09%) e dois dos catorze assentos a serem eleitos por sufrágio directo, a serem ocupados por Mak Soi Kun e Zheng Anting.  Nas eleições legislativas de 2013, obteve 16 251 votos (11,09%) e dois dos catorze assentos, a serem ocupados por Mak Soi Kun e Zheng Anting. Nas eleições legislativas em Macau em 2017, este grupo político conseguiu 17214 votos (9.97%) e dois dos catorze assentos, a serem ocupados por Mak Soi Kun e Zheng Anting. Nas eleições legislativas em Macau em 2021, este grupo político conseguiu 16 813 votos (12.73%) e dois dos catorze assentos, a serem ocupados por Zheng Anting e Lo Choi In.
Politicamente, está ligada ao campo pró-Pequim, sendo também pró-empresarial. Uma importante base de apoio desta associação é a comunidade dos chineses originários de Jiangmen a residirem em Macau.

## Membros eleitos
- Mak Soi Kun, 2009–2021[2]
- Zheng Anting, 2013–presente[2]
- Lo Choi In, 2021-presente